# Mezmerize
Mezmerize è il quarto album in studio del gruppo musicale statunitense System of a Down, pubblicato il 17 maggio 2005 dalla American Recordings.
L'album ricevette numerosi riconoscimenti, entrando con cinque candidature ai Kerrang! Awards 2005 e centrando ogni possibile candidatura: miglior album, miglior canzone e miglior video musicale con B.Y.O.B., migliore band dal vivo e migliore band del pianeta. Inoltre il video di B.Y.O.B. ricevette la nomination anche per gli MTV Video Music Awards 2005 e vinse il premio come Best Alternative Video agli MTV Europe Music Awards 2005 di Lisbona.
La copertina dell'album è stata realizzata dal padre di Daron Malakian, il pittore Vartan Malakian.

## Descrizione
Mezmerize fu registrato in contemporanea con il successivo Hypnotize (uscito anch'esso nel 2005) e con questo album, i System of a Down portarono avanti quello che consideravano il loro «impegno politico». Questo album denota una svolta decisiva nelle sonorità del gruppo: prendono piede sonorità più melodiche, in modo che il disco risulti un po' più accessibile a un pubblico più vasto, svolta che il gruppo aveva già accennato nell'album Toxicity. In alcuni brani rimane ancora la rabbia musicale che caratterizzò i precedenti album, con parti caratterizzate dalla batteria di John Dolmayan, anche se a tratti compare un'inattesa ispirazione pop rock (è proprio questa a rendere più orecchiabile il lavoro nel suo complesso). Resta comunque la solita sperimentalità musicale e la fusione di stili musicali tipica del gruppo, che non consente di collocare l'album in un genere ben definito. Da questo album diventa più marcato anche l'intervento del chitarrista Daron Malakian come cantante e compositore dei testi: in molti brani infatti il suo apporto vocale viene equamente diviso col cantante Serj Tankian, mentre dal punto di vista della composizione i brani Soldier Side - Intro, Radio/Video, Violent Pornography e Old School Hollywood sono stati interamente composti da lui.
Nei concerti per il lancio dell'album negli Stati Uniti donarono tutti i biglietti VIP ad Amnesty International in modo che quest'ultima li mettesse all'asta per il proprio autofinanziamento. Prima dell'uscita ufficiale del disco, sul loro sito ufficiale venne pubblicata la tracklist che inizialmente avrebbe dovuto contenere anche la traccia fantasma Lonely Day, la quale fu successivamente inserita in Hypnotize.

## Tracce
1. Soldier Side - Intro – 1:04 (Daron Malakian)
2. B.Y.O.B. – 4:15 (testo: Daron Malakian, Serj Tankian – musica: Daron Malakian)
3. Revenga – 3:48 (testo: Daron Malakian, Serj Tankian – musica: Daron Malakian)
4. Cigaro – 2:12 (testo: Daron Malakian, Serj Tankian – musica: Daron Malakian)
5. Radio/Video – 4:09 (Daron Malakian)
6. This Cocaine Makes Me Feel Like I'm on This Song – 2:08 (testo: Daron Malakian, Serj Tankian – musica: Daron Malakian)
7. Violent Pornography – 3:31 (Daron Malakian)
8. Question! – 3:21 (testo: Serj Tankian – musica: Serj Tankian, Daron Malakian)
9. Sad Statue – 3:26 (testo: Daron Malakian, Serj Tankian – musica: Daron Malakian)
10. Old School Hollywood – 2:57 (Daron Malakian)
11. Lost in Hollywood – 5:21 (testo: Daron Malakian, Serj Tankian[19] – musica: Daron Malakian)

## Formazione
Gruppo
- Serj Tankian – voce, tastiera, arrangiamento strumenti ad arco
- Daron Malakian – voce, chitarra, basso,[20] tastiera[20]
- Shavo Odadjian – basso
- John Dolmayan – batteria, percussioni

Altri musicisti
- Mark Mann – arrangiamento strumenti ad arco

## Classifiche
| Classifica (2005) | Posizione massima |
| ----------------- | ----------------- |
| Australia         | 1                 |
| Austria           | 1                 |
| Belgio (Fiandre)  | 6                 |
| Belgio (Vallonia) | 4                 |
| Canada            | 1                 |
| Danimarca         | 3                 |
| Finlandia         | 2                 |
| Francia           | 1                 |
| Germania          | 1                 |
| Italia            | 4                 |
| Norvegia          | 2                 |
| Nuova Zelanda     | 1                 |
| Paesi Bassi       | 5                 |
| Portogallo        | 9                 |
| Regno Unito       | 2                 |
| Spagna            | 12                |
| Stati Uniti       | 1                 |
| Svezia            | 1                 |
| Svizzera          | 1                 |